# Achiziția Gadsden

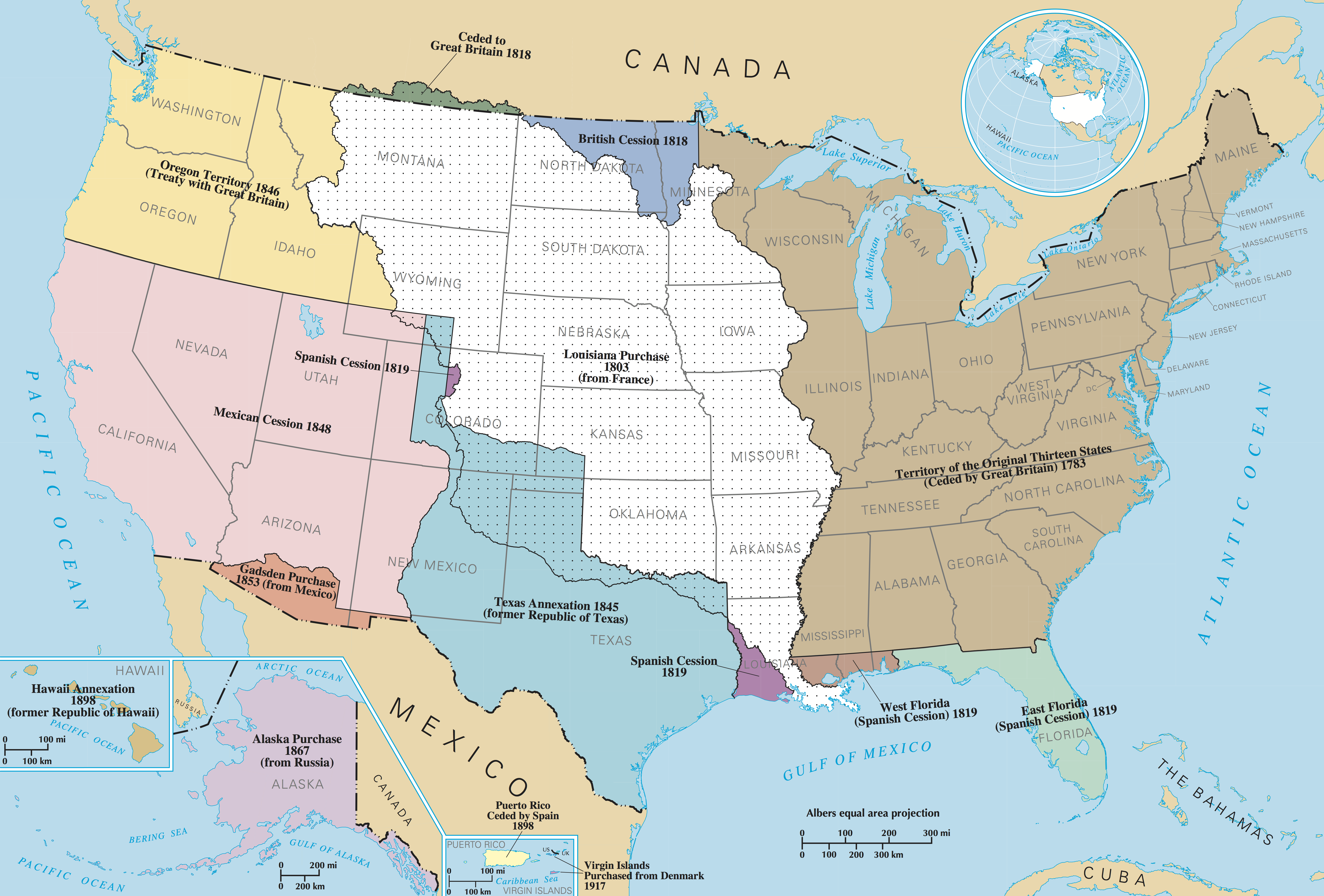
Expansiunea teritorială a Statelor Unite, cu teritoriul Achiziției Gadsden în roșu-orange

Achiziția Gadsden (în engleză Gadsden Purchase; denumită în Mexic Venta de La Mesilla, sau Vânzarea La Mesillei) este o regiune de 76.800 km² aflată astăzi în sudul statului american Arizona și în sud-vestul statului New Mexico, cumpărată de Statele Unite printr-un tratat semnat la 30 decembrie 1853 de către James Gadsden, la acea vreme ambasador al SUA în Mexic. Achiziția a fost apoi ratificată, cu schimbări, de către Senatul SUA la 25 aprilie 1854, și promulgată de președintele Franklin Pierce, aprobarea finală venind din partea guvernului mexican și al Congresului General sau Congresului Uniunii la 8 iunie 1854. Aceasta a fost ultima achiziție teritorială în zona teritoriului contiguu care a adăugat o zonă mare la teritoriul american.
Achiziția a vizat teritoriile de la sud de râul Gila și de la vest de Rio Grande; scopul ei a fost ca SUA să poată construi o cale ferată transcontinentală de-a lungul unei rute prin sud (care avea să fie construită de Southern Pacific Railroad⁠(en)[traduceți] în 1881/1883). Un scop secundar era și reconcilierea conflictelor de frontieră ivite între SUA și Mexic în urma tratatului de la Guadalupe Hidalgo, care pusese capăt Războiului Mexicano–American din 1846–1848.
Pe măsură ce se înainta în epoca căilor ferate, oameni de afaceri din Sud considerau că o cale ferată care să lege Sudul cu Coasta Pacificului va extinde oportunitățile de afaceri.  Ei considerau că topografia porțiunii de la sud de granița inițială până la ceea ce atunci era încă denumit „Cesiunea Mexicană” (viitoarele state California, Nevada, Utah, Arizona, New Mexico, și vestul statului Colorado) din 1848 de după Războiul Americano-Mexican era un teren prea muntos pentru a permite o rută directă. Proiectele de rute pentru calea ferată din sud tindeau să meargă mult spre nord la capătul estic, ceea ce favoriza legăturile cu rețeaua feroviară din Nord și astfel favoriza porturile nordice. Cei din Sud considerau că, pentru a evita munții, o rută care să se termine în sud-est va trebui să treacă pe la sud prin ceea ce era la acea dată încă teritoriu mexican.
Administrația președintelui Franklin Pierce, puternic influențată de secretarul de război Jefferson Davis, (ulterior președinte al Statelor Confederate secesioniste) a găsit ocazia de a achiziționa teren pentru calea ferată, dar și pentru a cumpăra alte teritorii din Mexicul de nord. În cele din urmă, teritoriul pentru calea ferată a fost cumpărat în schimbul a 10 milioane de dolari (260 de milioane după valoarea actuală), dar Mexicul a refuzat orice altă vânzare mai amplă de teritoriu.  În Statele Unite, dezbaterile pe marginea tratatului s-au îngemănat cu disputele pe marginea sclaviei, oprind progresul unor planuri pentru construcția unei căi ferate transcontinentale până la Războiul Civil American.

## Ruta sudică pentru Calea Ferată Transcontinentală

### Convențiile comerciale ale Sudului

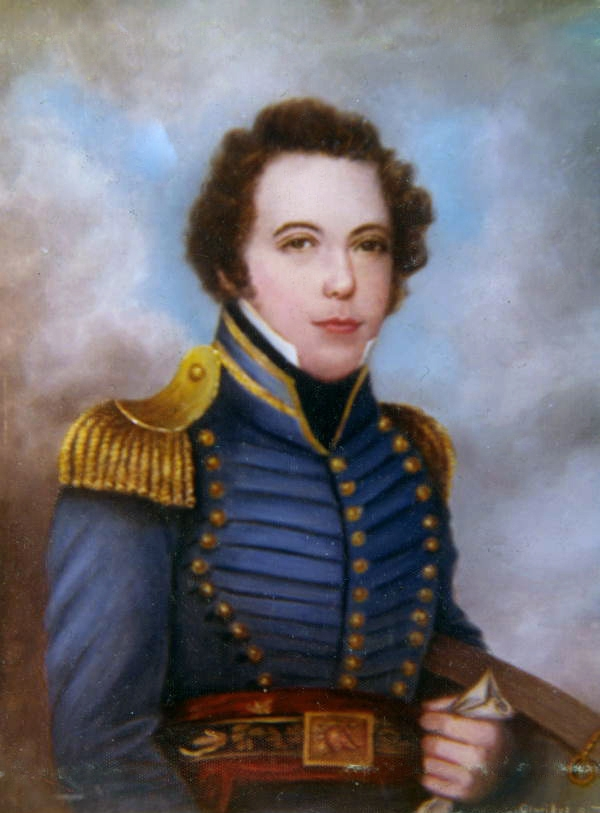
Locotenentul James Gadsden, din armata SUA, (1788-1858), din Carolina de Sud, viitorul ambasador american în Mexic

În ianuarie 1845, Asa Whitney⁠(d) din statul New York a prezentat Congresului Statelor Unite primul plan de construcție a unei căi ferate transcontinentale. Deși Congresul nu a acționat pe marginea propunerii, ideea a fost reluată de o convenție comercială din 1845 ce a avut loc la Memphis. Printre cei mai de seamă participanți s-au numărat John C. Calhoun, Clement C. Clay, Sr., John Bell, William Gwin⁠(en)[traduceți] și Edmund P. Gaines⁠(en)[traduceți], dar James Gadsden din Carolina de Sud a avut cea mai mare influență asupra recomandării unei rute prin sud pentru propunerea de cale ferată. Ea urma să înceapă în Texas și să se termine la San Diego sau la Mazatlán. Sudiștii sperau că o astfel de rută va asigura prosperitatea Sudului, deschizând „vestul influenței și colonizării sudiste.”
Interesul Sudului față de căile ferate în general, și față de calea ferată a Pacificului în particular, a prins avânt după terminarea Războiului Mexicano–American din 1848. În acel război, ofițerii topografi William H. Emory⁠(en)[traduceți] și James W. Abert⁠(en)[traduceți] efectuaseră studii care au demonstrat fezabilitatea unei căi ferate începând la El Paso sau în Arkansasul de vest și terminându-se la San Diego. J. D. B. DeBow⁠(en)[traduceți], editor la DeBow's Review⁠(en)[traduceți], împreună cu Gadsden, au făcut publice în Sud beneficiile construcției acestei căi ferate.
Gadsden devenise președinte al South Carolina Canal and Rail Road Company⁠(en)[traduceți] în 1839; după aproape un deceniu, compania construise 219 km de cale ferată începând din Charleston, Carolina de Sud, și avea datorii de 3 milioane de dolari. Gadsden dorea să conecteze toate căile ferate din Sud într-o singură rețea regională. El era îngrijorat că creșterea rețelei de căi ferate din nord deplasează comerțul cu lemn, produse agricole și industriale de pe ruta tradițională nord-sud pe râurile Ohio și Mississippi pe o axă est-vest care scrutcircuita Sudul. El vedea și cum Charlestonul, orașul său natal, își pierdea rolul de port maritim de primă importanță. Mai mult, numeroase cercuri de interese de afaceri din Sud se temeau că o rută transcontinentală prin nord avea să elimine Sudul din comerțul cu Orientul. Alți sudiști susțineau diversificarea economiei de plantație pe care avea Sudul cu scopul de a obține independență față de bancherii din nord.
În octombrie 1849, s-a ținut la Memphis o convenție pe teme feroviare, ca răspuns la o convenție separată convocată la St.Louis mai devreme în acea toamnă, unde se discutase o rută prin nord. Convenția de la Memphis a susținut construcția unei rute care să înceapă acolo, pentru a se lega cu o linie de la El Paso la San Diego. Au apărut polemici pe tema finațării. Președintele convenției, Matthew Fontaine Maury din Virginia, prefera o finanțare strict privată, pe când John Bell și alții credeau că va fi nevoie de concesiuni federale de terenuri pentru dezvoltatorii de căi ferate.

### James Gadsden și California
Gadsden a susținut nulificarea din 1831. Când California a fost admisă în Uniune ca stat liber în 1850, el a susținut secesiunea Carolinei de Sud. Gadsden considera sclavia ca fiind o „binecuvântare socială” și pe aboliționiști „cel mai mare blestem al națiunii.”
Când propunerea de secesiune a eșuat, Gadsden, împreună cu vărul său Isaac Edward Holmes⁠(en)[traduceți], avocat în San Francisco din 1851, și cu senatorul din statul California Thomas Jefferson Green⁠(en)[traduceți], a încercat să divizeze California în două.  Ei au propus ca jumătatea sudică a statului să permită sclavia.  Gadsden plănuia să înființeze acolo o colonie sclavagistă care să cultive orez, bumbac și zahăr.  El urma să utilizeze munca sclavilor pentru a construi o cale ferată și o șosea care să înceapă fie la San Antonio fie pe Red River⁠(en)[traduceți]. Calea ferată sau șoseaua urmau să transporte oamenii către terenurile aurifere din California.  În acest scop, la 31 decembrie 1851, Gadsden l-a rugat pe Green să obțină de la legislativul statului California concesiunea unui teren aflat între paralelele de 34 și 36 de grade, de-a lungul liniei de divizare propusă de el pentru cele două state californiene.
La câteva luni mai târziu, Gadsden și 1.200 de potențiali coloniști din Carolina de Sud și din Florida au depus la legislativul Californiei⁠(en)[traduceți] o cerere de cetățenie permanentă și de a primi permisiunea de a înființa un district rural care să fie exploatat agricol de „nu mai puțin de Două Mii de Africani Domestici ai lor." Cererea a stimulat unele dezbateri, dar a fost îngropată în comisii.

### Stephen Douglas și concesiunile
Compromisul din 1850, prin care s-au înființat teritoriile Utah și New Mexico, ar fi facilitat o rută sudică spre Coasta de Vest⁠(en)[traduceți] întrucât tot teritoriul pentru calea ferată era acum organizat, ceea ce permitea folosirea concesiunilor federale de terenuri ca măsură de finanțare. Rutele de nord sau centrale, promovate la concurență de senatorii federali Stephen Douglas din Illinois și Thomas Hart Benton⁠(en)[traduceți] din Missouri, conțineau încă unele porțiuni ce treceau prin teritorii neorganizate.  Un precedent de utilizare a concesiunilor federale fusese stabilit când Millard Fillmore promulgase o lege promovată de Douglas ce permitea ca o cale ferată nord-sud, de la Mobile la Chicago, să fie finanțată prin „concesiuni federale anume pentru scopul construcției de căi ferate”. Pentru a satisface opoziția Sudului față de principiul general al îmbunătățirilor interne⁠(en)[traduceți] susținute de guvernul federal, concesiunile de terenuri urmau să fie mai întâi transferate statului sau teritoriului corespunzător, care la rândul său va supraveghea transferul final către dezvoltatorii privați.
În 1850 însă, majoritatea Sudului nu mai era interesată de explatarea avantajelor sale pentru dezvoltarea unei căi ferate transcontinentale sau a căilor ferate în general. Oamenii de afaceri ca Gadsden, care susțineau diversificarea economiei, erau în minoritate. Economia Sudului se baza pe exporturi de bumbac și rețelele de transport care erau atunci de actualitate îndeplineau necesitățile sistemului de plantații. Nu era prea multă piață internă pentru un comerț între diferitele centre ale Sudului. Pe termen scurt, cea mai bună utilizare a capitalului o constituiau investițiile în sclavi și în pământ, mai degrabă decât punerea de impozite pentru a finanța canale, căi ferate, drumuri, sau proiecte de drenaj al râurilor. Istoricul Jere W. Roberson scria:
„Sudiștii ar fi putut avea mult de câștigat conform legii concesiunilor de terenuri din 1850, dacă și-ar fi concentrat eforturile. Dar opoziția permanentă față de ajutorul federal, tragerile de timp în legislativ, un președinte neentuziast, spiritul „Tinerei Americi”, și eforturile de a construi căi ferate și canale prin America Centrală și prin istmul Tehuantepec din Mexic le-au împărțit forțele, lăsând mult timp la dispoziție proiectului căii ferate a Pacificului. Mai mult, Compromisul din 1850 i-a încurajat pe Sudiști să nu-și facă adversari reînviind controversa feroviară.”—Jere W. Roberson, 'The South and the Pacific Railroad, 1845–1855'

## Tratatul de la Guadalupe Hidalgo
Tratatul de la Guadalupe Hidalgo (1848) a pus capăt Războiului Mexicano–American, dar încă existau probleme ce afectau ambele părți și care rămăseseră nerezolvate: posesiunea asupra Văii Mesilla⁠(d), protejarea Mexicului de raidurile indienilor, și dreptul de tranzit prin Istmul Tehuantepec.

### Valea Mesilla
Tratatul stipula o comisie comună, alcătuită din câte un comisar și un topograf din fiecare țară, care să determine frontiera finală între Statele Unite și Mexic. Tratatul specifica faptul că frontiera Rio Grande va coti spre vest la opt mile (13 km) nord de El Paso. Tratatul se baza pe o anexă ce cuprindea o copie din 1847 a unei hărți vechi de douăzeci și cinci de ani.  Studiile au arătat că El Paso se află însă la 58 km mai la sud și la 160 km mai la vest decât arată harta. Mexicul prefera să se ghideze după hartă, dar Statele Unite aveau mai multă încredere în rezultatele studiului.  Teritoriul disputat implica câteva mii de kilometri pătrați și circa 3.000 de locuitori; mai important, el cuprindea Valea Mesilla⁠(en)[traduceți]. Aflată în vecinătatea Rio Grande, ea consta dintr-un deșert șes, lung de circa 80 km, de la nord la sud, și lat de 320 km de la est la vest. Această vale era esențială pentru construcția unei căi ferate transcontinentale pe o rută sudică.
John Bartlett⁠(d) din Rhode Island, negociatorul din partea Statelor Unite, a acceptat să permită Mexicului să păstreze Valea Mesilla (stabilind frontiera la 32° 22′ latitudine nordică, la nord de punctul revendicat de americani, 31° 52′, și punctul cel mai estic tot la nord de granița revendicată de mexicani, la 32° 15′) în schimbul renunțării din partea Mexicului la virajul spre nord al frontierei până la 110° longitudine vestică pentru a include Munții Santa Rita, despre care se credea că au zăcăminte importante de cupru, dar și ceva argint și aur care nu fusese încă exploatat. Sudiștii se opuneau acestei alternative din cauza implicațiilor ei pentru calea ferată, dar ea era susținută de președintele Fillmore.  Sudiștii din Congres au împiedicat orice acțiune de aprobare a acestui tratat separat de frontieră și au eliminat finanțarea pentru studiile topografice care să clarifice zona de frontieră disputată. Bartlett a fost înlocuit cu Robert Blair Campbell, un politician din Alabama apropiat intereselor feroviare. Mexicul a susținut că hotărârile comisarilor erau valide și s-au pregătit să trimită trupe pentru a pune în aplicare acordul neratificat.

### Raidurile indienilor

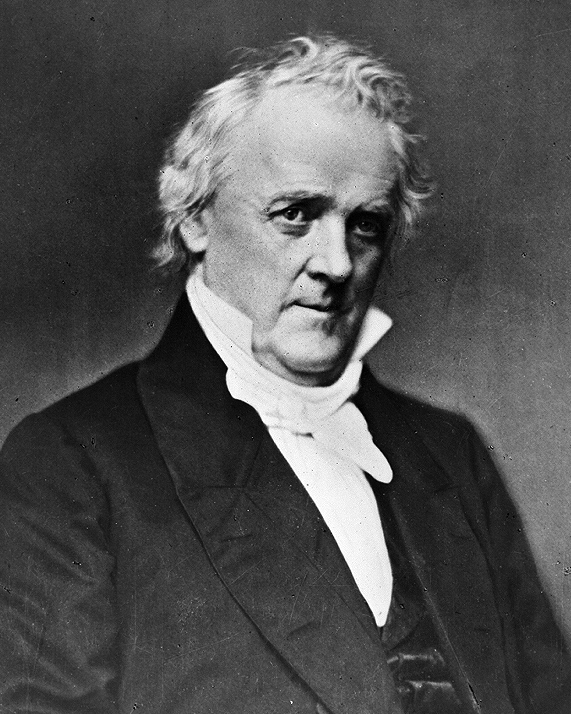
Secretarul de Stat american de atunci, James Buchanan, (1791-1868), care avea să devină mai târziu al 15-lea președinte al Statelor Unite, 1857-1861).

Articolul XI din Tratatul de la Guadalupe Hidalgo conținea o garanție că Statele Unite îi vor proteja pe mexicani împiedicând raidurile transfrontaliere ale triburilor locale Comanși și Apache. La momentul ratificării tratatului, secretarul de stat James Buchanan credea că Statele Unite au și angajamentul și resursele pentru a îndeplini această promisiune. Istoricul Richard Kluger⁠(d) descria însă dificultățile acestei misiuni:
| “ | Comanșii, apașii, și alți războinici tribali îi tot pedepseau pe intrușii spanioli, mexicani și americani ce pătrunseseră în adâncul țării lor de trei secole și nu primiseră niciun stimulent pentru a renunța la expedițiile lor sângeroase și la jafuri, la furtul de cai în special. Armata SUA postase circa 8000 din totalul său de 11.000 de soldați de-a lungul graniței de sud-vest, dar nu puteau opri pe cei vreo 75.000 de băștinași nomazi din regiune să atace rapid și să se refugieze între dealuri, povârnișuri și văi de torenți într-un peisaj în care își puteau vedea inamicii de la douăzeci sau treizeci de mile depărtare. | ” |

În cei cinci ani de după aprobarea Tratatului, Statele Unite au cheltuit 12 milioane de dolari (310.000.000 după valoarea actuală) în zonă, iar generalul Winfield Scott⁠(d), comandantul armatei americane, estima că pentru securizarea efectivă a frontierei ar fi nevoie de încă de patru ori pe atât. Oficialii mexicani, frustrați de neaplicarea acestei garanții de către Statele Unite, au cerut despăgubiri pentru pierderile suferite de cetățenii mexicani în urma raidurilor. Statele Unite au susținut că tratatul nu impune nici vreo compensație și nici un efort mai susținut de protejare a mexicanilor decât cel deja depus pentru protejarea propriilor cetățeni. În timpul administrației Fillmore, Mexicul a cerut despăgubiri de 40 de milioane de dolari (1.000.000.000 de dolari la valoarea actuală) dar s-a oferit să permită SUA să plătească o sumă de 25 de milioane de dolari (660.000.000 de dolari la valoarea actuală) în schimbul renunțării la articolul XI. Președintele Fillmore propusese o sumă mai mică cu 10 milioane de dolari.

### Istmul Tehuantepec

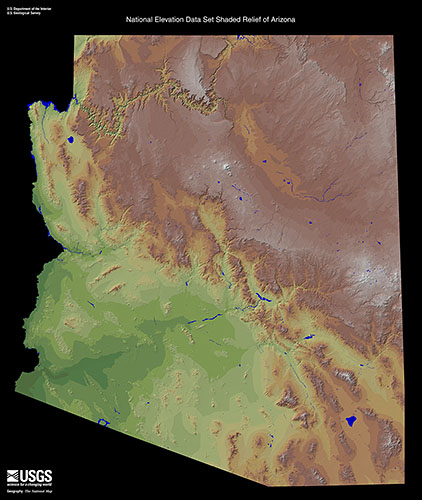
Harta fizică a Arizonei.

Pe parcursul negocierilor tratatului, americanii nu au reușit să-și asigure dreptul de tranzit prin Istmul Tehuantepec, larg de 200 km, din sudul Mexicului.  Ideea construirii unei căi ferate acolo fusese luată în calcul de mult timp. În 1842, președintele mexican Antonio López de Santa Anna a vândut drepturile de construcție a unei căi ferate sau ale unui canal în zona istmului. Înțelegerea cuprindea concesionarea unei fâșii largi de 480 km pentru colonizare și dezvoltare. În 1847, o bancă britanică a cumpărat drepturile, ceea ce a dus la temeri în SUA de o eventuală recolonizare britanică a emisferei, ceea ce ar fi contravenit Doctrinei Monroe. Interesul Statelor Unite pentru drepturile de trecere a crescut după ce s-a găsit în 1848 aur în Sierra Nevada, ceea ce a declanșat goana după aur din California.
Convenția comercială de la Memphis din 1849 recomanda ca Statele Unite să prefere opțiunea unei rute trans-istm, întrucât părea puțin probabil ca o cale ferată transcontinentală să fie construită în viitorul apropiat. Interesele din Louisiana în special respingeau această opțiune, considerând că ele ar fi deviat traficul comercial de pe fluviul Mississippi și din portul New Orleans, dorind cel puțin să-și asigure o rută prin sud. Era interesat și Peter A. Hargous din New York care avea o afacere de import-export între New York și Vera Cruz. Hargous a achiziționat drepturile pentru această rută în schimbul a 25.000 de dolari (700.000 de dolari la valoarea actuală), dar a realizat că această concesiune nu are valoare dacă nu este susținută de guvernele mexican și american.
În Mexic, ofițerul topograf George W. Hughes⁠(en)[traduceți] i-a raportat secretarului de stat John M. Clayton că o cale ferată care să traverseze istmul este o idee „fezabilă și practică”. Clayton i-a dat apoi instrucțiuni lui Robert P. Letcher⁠(d), ambasadorul în Mexic, să negocieze un tratat cu scopul de a proteja drepturile lui  Hargous. Propunerea Statelor Unite dădea mexicanilor reducere de 20% la transport, garanta drepturile Mexicului în zonă, permitea ca SUA să trimită armata la nevoie și acorda taxelor pentru mărfurile mexicane statutul dat de clauza națiunii celei mai favorizate. Acest tratat nu a fost însă finalizat.
Tratatul Clayton–Bulwer⁠(en)[traduceți] între Statele Unite și Regatul Unit, care garanta neutralitatea oricărui astfel de canal, a fost finalizat în aprilie 1850. Negociatorii mexicani au refuzat tratatul, deoarece el elimina capacitatea Mexicului de a profita de neînțelegerile între americani și britanici.  Au eliminat dreptul Statelor Unite de a interveni militar unilateral.  Senatul SUA a aprobat tratatul la începutul lui 1851, dar Congresul mexican a refuzat să-l ratifice.
Între timp, Hargous a acționat ca și cum tratatul urma oricum să fie aprobat. Judah P. Benjamin⁠(en)[traduceți] și un comitet de oameni de afaceri din New Orleans i s-au alăturat lui Hargous și au asigurat o cartă din partea legislativului statului Louisiana în vederea înființării Companiei Feroviare Tehuantepec.  Noua companie vindea acțiuni și a trimis echipe de cercetare topografică în Mexic.  Hargous a început să cumpere terenuri  deși legislativul mexican respinsese tratatul, ceea ce a dus la anularea de către mexicani a contractului lui Hargous de utilizare a dreptului de liberă trecere.  Hargous și-a estimat pierderile la 5 milioane de dolari (18.000.000 de dolari după valoarea actuală) și a cerut guvernului Statelor Unite să intervină. Președintele Fillmore a refuzat.
Mexicul a vândut franciza pentru canal, fără concesiune, către A. G. Sloo and Associates din New York în schimbul a 600.000 de dolari (18.000.000 de dolari la nivelul actual). În martie 1853, Sloo a semnat cu o companie britanică un contract de construcție a unei căi ferate și a încercat să obțină de la noua administrație a lui Franklin Pierce un contract exclusiv pentru a livra corespondența între New York și San Francisco. Sloo însă a intrat a în încetare de plăți la creditele bancare și contractul i-a fost revândut lui Hargous.

## Administrația Pierce
Administrația Pierce, care a preluat funcțiile în martie 1853, era una de orientare pro-sudistă, pro-expansiune. Senatorul de Louisiana Pierre Soulé⁠(d) a fost trimis în Spania pentru a negocia cumpărarea Cubei.  Expansioniștii John Y. Mason din Virginia și Solon Borland din Arkansas au fost numiți ambasadori în Franța, respectiv Nicaragua. Secretarul de război al lui Pierce, Jefferson Davis, era deja cunoscut ca favorizând o rută prin sud pentru calea ferată transcontinentală, astfel că entuziaștii căilor ferate din Sud aveau toate motivele să fie încurajați.
Sudul în ansamblul său rămânea însă împărțit. În ianuarie 1853, senatorul Thomas Jefferson Rusk⁠(en)[traduceți] din Texas a introdus o propunere legislativă de înființare a două căi ferate, una prin nord și una prin sud, începând în aval de Memphis pe fluviul Mississippi. Conform legii Rusk, președintele va fi autorizat să aleagă punctele terminus și rutele, precum și constructorii care să efectueze lucrările. Unii sudiști se temeau însă că interesele Nordului și Sudului vor trece la construcții și se opuneau, invocând motive constituționale, oricărui ajutor direct acordat unor dezvoltatori privați.  Alți sudiști preferau propunerile rutelor prin istm. La propunerea legislativă Rusk s-a adăugat un amendment care să interzică ajutorul direct, dar votul sudiștilor în Congres a fost împărțit și amendamentul a fost respins.
Această respingere a trecut la alte cereri de legiferare, susținute de William Gwin din California și de Salmon P. Chase din Ohio și susținute de interesele feroviare, pentru a se efectua noi studii topografice. Gwin se aștepta să fie aprobată o rută prin sud  — atât Davis cât și Robert J. Walker⁠(en)[traduceți], fostul secretar al trezoreriei, o susțineau. Ambii dețineau acțiuni la o companie feroviară din Vicksburg⁠(d) ce intenționa să construiască o legătură cu Texasul care să se lege de ruta sudică. Davis susținea că ruta sudică ar avea importante aplicații militare în eventualitatea (foarte probabilă la acea vreme) unor noi conflicte cu Mexicul.

### Gadsden și generalul Santa Anna

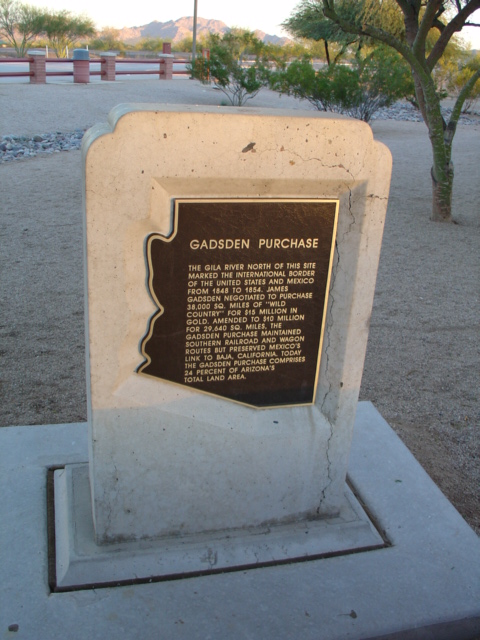
Borna istorică a Achiziției Gadsden pe lângă.

La 21 martie 1853, în Mexic s-a semnat un tratat inițiat de administrația Fillmore, prin care se stabilea protecție comună mexicană și americană pentru concesiunea Sloo. În timp ce tratatul era primit la Washington, Pierce a aflat că guvernatorul teritoriului New Mexico William C. Lane⁠(en)[traduceți] dăduse o proclamație prin care revendica Valea Mesilla ca parte din New Mexico, la care Mexicul a protestat.  Pierce știa și de încercările Franței, prin consulul său de la San Francisco, de a achiziționa statul mexican Sonora.
Pierce l-a rechemat pe Lane în mai și l-a înlocuit cu David Meriwether⁠(en)[traduceți] din Kentucky. Meriwether a primit ordine să nu se atingă de Valea Mesilla până când nu se definitivează negocierile cu Mexicul.  Cu încurajarea lui Davis, Pierce l-a numit și pe James Gadsden să negocieze cu Mexicul achiziția de teritoriu adițional.  Secretarul de stat William L. Marcy i-a dat lui Gadsden instrucțiuni clare: el urma să obțină Valea Mesilla în scopul construirii unei căi ferate, să convingă Mexicul că SUA făcea tot ce putea în privința raidurilor indienilor, și să obțină cooperarea Mexicului în eforturile cetățenilor americani de a construi un canal sau o cale ferată de-a latul istmului Tenhuantepec. Susținerea intereselor lui Sloo nu făcea parte din instrucțiuni.
Guvernul mexican trecea prin mari greutăți politice și financiare. Santa Anna revenise la putere simultan cu inaugurarea lui Pierce. Santa Anna era dispus la înțelegere deoarece avea nevoie de bani să reconstruiască armata mexicană, pentru a se apăra de Statele Unite, dar la început a respins mutarea frontierei spre sud până la Munții Sierra Madre⁠(en)[traduceți]. El a insistat la început asupra despăgubirilor pentru raidurile produse de indienii americani, dar a acceptat să lase un tribunal internațional să rezolve problema. Gadsden a realizat că Santa Anna are nevoie de bani și a transmis informația secretarului Marcy.
Marcy și Pierce au răspuns cu noi instrucțiuni. Gadsden a primit autorizație să achiziționeze oricare dintre șase variante de teritoriu, cu un preț fix pe fiecare. Prețul avea să includă și orice despăgubiri pentru pagubele provocate de indieni și să degreveze Statele Unite de orice altă obligație de a-i proteja pe mexicani. Cu 50 de milioane de dolari (1,4 miliarde astăzi) ar fi cumpărat Peninsula Baja California și o bucată mare din statele mexicane de nord-vest, pe când cu 15 milioane de dolari (440.000.000 de dolari astăzi) urma să cumpere cei 98.000 km² de deșert necesari pentru calea ferată.
Generalului Santa Anna i-a creat o proastă impresie „maniera antagonistă a lui Gadsden”.  Acesta îl sfătuise pe Santa Anna că „spiritul vremurilor” le va conduce în curând pe statele din nord să se separe, așa că mai bine le vinde acum. Președintele mexican s-a simțit amenințat de tentativa lui William Walker de a cuceri Baja California cu 50 de soldați și de a anexa Sonora. Gadsden a dezavuat orice susținere guvernamentală pentru Walker, care a fost dat afară din armată și acuzat penal.  Santa Anna era îngrijorat că SUA vor permite și alte agresiuni împotriva teritoriului mexican. Santa Anna avea nevoie să primească cât mai mulți bani pentru cât mai puțin teritoriu posibil.  Când Regatul Unit a respins cererile Mexicului de a asista la negocieri, Santa Anna a optat pentru pachetul de 15 milioane de dolari.

### Ratificarea
Pierce și cabinetul său au început să dezbată tratatul în ianuarie 1854.  Deși erau dezamăgiți de cât teritoriu obținuse și de unii din termenii tratatului, ei l-au înaintat Senatului la 10 februarie.
Gadsden a sugerat însă că senatorii din Nord vor bloca tratatul pentru a refuza Sudului construcția căii ferate.
Deși semnat de Pierce și de Santa Anna, tratatul trebuia să fie ratificat cu votul a două treimi din membrii Senatului SUA, unde întâmpina opoziție puternică. Senatorii ce se opuneau sclaviei nu doreau să achiziționeze alte teritorii în care aceasta se mai practica. Lobby-ul speculatorilor i-a adus tratatului o proastă reputație. Unii senatori se opuneau acordării de ajutor financiar către Santa Anna.
Tratatul ajunsese în Senat în timp ce acesta era concentrat pe dezbaterea pe marginea Legii Kansas–Nebraska. La 17 aprilie, după multe dezbateri, Senatul a votat cu 27 de voturi pentru și 18 împotriva tratatului, cu trei voturi mai puțin de majoritatea de două treimi necesară pentru aprobare.  După această înfrângere, secretarul Davis și senatorii din Sud l-au presat pe Pierce să adauge la tratat și alte stipulări, între care:
- protecția concesiunii Sloo;
- o cerere ca Mexicul să „protejeze cu întreaga putere dezvoltarea, conservarea și securitatea lucrării [cu referire la canalul prin istm]”;
- permisiunea ca Statele Unite să intervină unilateral „când se vor simți susținute și îndreptățite de public sau de legislația internațională"; și
- reducerea teritoriului achiziționat cu 23.000 km2 și reducerea prețului de la 15 milioane de dolari (409.222.222 de dolari astăzi) la 10 milioane (272.814.815 de dolari astăzi).

Această versiune a tratatului a fost adoptată de Senat la 25 aprilie 1854, cu 33 de voturi pentru și 12 împotrivă. Reducerea teritoriului era o concesie făcută senatorilor din nord care se opuneau achiziționării de teritoriu în care se practică sclavia.  La votul final, nordiștii au fost împărțiți, 12 contra 12.  Gadsden i-a dus tratatul revizuit lui Santa Anna, care a acceptat modificările. Tratatul a intrat în vigoare la 30 iunie 1854.
Deși acum era disponibil terenul pentru construcția unei căi ferate prin sud, problematica acestui proiect a devenit prea strâns legată de discuția pe tema sclaviei, și nu a primit fonduri federale. Roberson scria:
„Nefericitele dezbateri din 1854 au lăsat o urmă de neșters asupra cursului politicii naționale și asupra căii ferate a Pacificului pentru tot restul perioadei antebelice. Devenea din ce în ce mai greu, dacă nu de-a dreptul imposibil, să mai iei în calcul vreo propunere care să nu fie cumva considerată a fi legată de sclavie și, deci, de logica partizană nord-sud. Deși puțini oameni înțelegeau la sfârșitul lui 1854, acest clivaj apucase atât de strâns și necontenit națiunea, încât terminarea căii ferate a Pacificului înainte de război nu a mai fost posibilă. Banii, interesele și entuziasmul erau toate dedicate unor subiecte cu încărcătură emoțională, nu căii ferate a Pacificului.”—Jere W. Roberson, The South and the Pacific Railroad, 1845–1855
Efectul a fost de așa natură încât dezvoltarea de căi ferate accelera în Nord și stagna în Sud.

### Controverse post-ratificare
Așa cum era imaginată la început, achiziția urma să cuprindă o regiune mult mai mare, întinzându-se mult în sud pentru a cuprinde mare parte din actualele state mexicane Baja California, Baja California Sur, Coahuila, Chihuahua, Sonora, Nuevo León și Tamaulipas.  Poporul mexican, dar și senatorii americani anti-sclavie, se opuneau unor asemenea frontiere, aceștia din urmă văzând achiziția ca o aducere de noi teritorii cu sclavi în Uniune.  Chiar și vânzarea acestei fâșii relativ mici de pământ i-a înfuriat pe mexicani, care au considerat acțiunile lui Santa Anna ca fiind o trădare de țară. Ei au urmărit scandalizați cum acesta a risipit fondurile primite prin Achiziție. Istoricii mexicani contemporani continuă să aibă o viziune negativă asupra înțelegerii și consideră că ea a definit relația americano-mexicană într-o manieră deficitară.
Teritoriul achiziționat a fost la început alipit teritoriului New Mexico, deja existent la acea dată. Pentru a ajuta la controlarea noului teritoriu, Armata SUA a înființat Fort Buchanan⁠(en)[traduceți] pe Pârâul Sonoita⁠(en)[traduceți] din sudul Arizonei de astăzi la 17 noiembrie 1856. Dificultățile de guvernare a noului teritoriu din capitala Santa Fe au dus la încercările de a organiza încă din 1856 un nou teritoriu din porțiunea sudică.  Mulți dintre primii coloniști ai regiuni erau însă susținători ai sclaviei și simpatizau cu Sudul, ceea ce a dus la un impas în Congres pe tema organizării noului teritoriu.
Schimbarea cursului fluviului Rio Grande avea să producă ulterior o nouă dispută de frontieră între teritoriul achiziționat și statul Texas, denumită Country Club Dispute⁠(en)[traduceți]. În urma tratatului de la Guadalupe Hidalgo, tratatului Gadsden și a altor tratate ulterioare, Comisia Internațională pentru Frontiere și Ape a fost înființată în 1889 pentru a întreține frontiera the border, și în urma altor tratate ulterioare, i s-au extins prerogativele la alocarea apelor râurilor între cele două țări, la asigurarea calității apelor și controlului inundațiilor. Deși odinioară văzută ca model de cooperare internațională, mai recent Comisia a fost criticată ca fiind un anacronism instituțional, depășită de problematica socială, ecologică și politică actuală.

## Creșterea regiunii după 1854

### Controlul militar
Locuitorii zonei au obținut cetățenie americană deplină și au fost asimilați de-a lungul următoarei jumătăți de secol de societatea americană.  Principala amenințare la adresa păcii și siguranței coloniștilor și călătorilor din regiune erau raidurile indienilor Apache. Armata americană a preluat controlul asupra teritoriilor achiziționate în 1854 dar abia în 1856 au fost staționate trupe. În iunie 1857, s-a înființat Fort Buchanan la sud de Gila la capătul văii pârâului Sonoita. Fortul a protejat zona până la evacuarea și distrugerea sa în iulie 1861. Noua stabilitate a adus mineri și fermieri. La sfârșitul anilor 1850, taberele de minerit și posturile militare nu numai că transformaseră zona rurală a Arizonei; ele generaseră și noi legături comerciale cu statul Sonora din Mexic. Magdalena, Sonora, a devenit centru de aprobizionare pentru Tubac, grâul din Cucurpe hrănea soldații de la Fort Buchanan, iar orașul Santa Cruz susținea minele din Mowry, aflate la doar câțiva kilometri spre nord.

### Războiul Civil
În 1861, în timpul Războiului Civil American, Statele Confederate ale Americii au format Teritoriul Confederat Arizona, incluzând în el în principal zone provenite din Achiziția Gadsden. În 1863, folosind o linie de divizare nord-sud, Uniunea a înființat și ea un teritoriu Arizona din jumătatea vestică a teritoriului New Mexico.  Noul teritoriu american Arizona cuprindea și mare parte din teritoriile preluate prin achiziția Gadsden. Acest teritoriu avea să fie admis în Uniune ca Statul Arizona la 14 februarie 1912, fiind ultima zonă din cele 48 de state continentale interioare care au primit acest statut.

### Evoluții sociale
După efectuarea Achiziției Gadsden, elita socială din Arizona de Sud, cuprinzând familiile Estevan Ochoa⁠(d), Mariano Samaniego și Leopoldo Carillo, a rămas în principal constituită din mexicani, până la venirea căilor ferate în anii 1880. Când Compania de Explorări și Minerit Sonora a deschis mine de argint în sudul Arizonei, ea a căutat pentru angajare americani educați din clasa de mijloc, care împărtășeau o etică a muncii și abilități de conducere necesare pentru a opera minele. O analiză biografică a circa 200 de angajați ai săi, capitaliști, manageri, muncitori și personal general de servicii, relevă că forța de muncă rezultată era compusă din europeni, americani, mexicani și indieni. Acest amestec nu a reușit să stabilizeze această zonă izolată, căreia îi lipsea organizarea politică, socială și economică formală înanii de după Achiziția Gadsden și până la Războiul Civil.

### Dezvoltarea economică
De la sfârșitul anilor 1840 până în anii 1870, crescătorii de animale din Texas își duceau vitele peste Arizona sudică pe drumul Texas–California. Texanii erau impresionați de posibilitățile de pășunat oferite de teritoriul Arizona obținut prin achiziția Gadsden. În ultima treime a secolului, ei începuseră să-și mute turmele în Arizona și să pună bazele unui sector economic zootehnic bazat pe ferme cu animale lăsate libere. Texanii că au venit nu numai cu metodele lor de creștere a animalelor lăsate libere în fermă, ci și cu problemele asociate. Hoții de vite texani au adus infracționalitate, proasta gestiune a dus la pășunat abuziv, și lipsa de atenție a introdus boli distructive. Dar aceste dificultăți au obligat autoritățile și asociațiile din Arizona să le rezolve. Frontiera crescătorilor de bovine anglo-americani din Arizona era o extensie a experienței din Texas.
Când s-a format teritoriul Arizona în 1863 din porțiunea sudică a teritoriului New Mexico, comitatul Pima și ulterior comitatul Cochise—înființat în ianuarie 1881 din porțiunea estică a comitatului Pima în ianuarie 1881—erau supuse unor conflicte de frontieră. Zona se caracteriza prin orașe cu creștere explozivă, raiduri Apache, contrabandă și furt de vite transfrontalier, operațiuni agricole în creștere și expansiunea noilor tehnologii de minerit⁠(en)[traduceți], construcții de căi ferate⁠(en)[traduceți] și telecomunicații.
În anii 1860, conflictul între apași și americani era la apogeu. Au existat până în 1886 lupte aproape constante din regiunea adiacentă frontierei cu Mexicul. Operațiunile ilegale cu vite au ținut scăzute prețurile la carnea de vită în zona de frontieră și au furnizat și animale ieftine care ajutau micii fermieri să trăiască. Mulți dintre vechii locuitori din Tombstone nu se oboseau să intervină atunci când erau jefuiți „doar mexicani”.
Bandiți denumiți peiorativ „cowboy⁠(en)[traduceți]” jefuiau adesea diligențele și furau vite⁠(en)[traduceți] ziua în amiaza mare, speriindu-i pe cowboy-ii adevărați care creșteau cinstit animale. Bandiții se foloseau de granița între Statele Unite și Mexic pentru a organiza expediții de jaf într-una din țări, folosind-o pe cealaltă ca adăpost. În decembrie 1878, și din nou în anul următor, autoritățile mexicane s-au plâns de cowboy americani care furau vite mexicane și le revindeau în Arizona. Arizona Citizen⁠(en)[traduceți] relata că atât bandiți americani, cât și mexicani, furau cai din Valea Santa Cruz și îi vindeau în Sonora, Mexic. Guvernatorul teritoriului Arizona, Fremont, a anchetat acuzațiile guvernului mexican și i-a acuzat și pe aceștia la rândul lor că permit folosirea Sonorei ca bază de operațiuni pentru raiduri de jaf în Arizona.
În deceniile anilor 1870 și 1880, au existat tensiuni considerabile pe de o parte între locuitorii rurali care erau în mare parte democrați din Statele Confederate, agrariene, și pe de altă parte orășenii și întreprinzătorii care erau predominant republicani din Uniunea industrializată. Tensiunile au culminat cu ceea ce a rămas în istorie ca rivalitatea din comitatul Cochise⁠(en)[traduceți], sau rivalitatea Earp-Clanton, care a luat sfârșit cu istoricul duel armat de la țarcul O.K.⁠(en)[traduceți] și de celebra vendetă a lui Wyatt Earp.

### Căile ferate

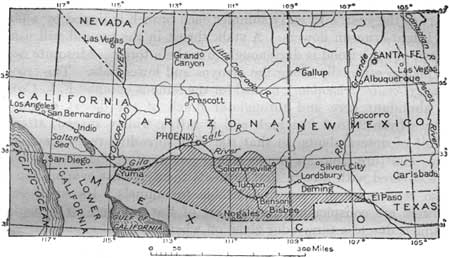
Achiziția Gadsden

Calea Ferată a Pacificului de Sud de la Los Angeles a ajuns la Yuma, Arizona, în 1877, la Tucson în martie 1880, și la El Paso în mai 1881, aceasta finalizând a doua cale ferată transcontinentală în decembrie 1881. Porțiunea din Arizona s-a aflat la început predominant în teritoriul primit prin Achiziția Gadsden, dar partea vestică a fost în mare parte redirecționată pe malul nordic al râului Gila pentru a deservi orașul Phoenix. Porțiunea din New Mexico trece mai ales prin teritoriul ce fusese disputat între Mexic și Statele Unite după intrarea în vigoare a Tratatului de la Guadalupe Hidalgo, și înainte de Achiziția Gadsden. Compania feroviară Santa Fe⁠(d) a terminat și ea o cale ferată prin Arizona de Nord, prin Prescott, Winslow⁠(d), Flagstaff și Kingman în august 1883.
Restul zonei de frontieră dinaintea achiziției, din valea Gila, a fost traversată de Calea Ferată a Arizonei de Est⁠(d) în 1899 și de Copper Basin Railway⁠(d) în 1904. Se exclude o secțiune de 32 km de la 33°06′N 110°36′W / 33.1°N 110.6°V din Rezervația Indiană Apache San Carlos⁠(d), din ceea ce este astăzi San Carlos Lake⁠(d) până la Winkelman⁠(d) la gurile râului San Pedro⁠(d), inclusiv zona Needle's Eye Wilderness⁠(d).
Segmentul din șoseaua 60⁠(d) din SUA, aflat la circa 32 km nord-vest, între Superior⁠(d) și Miami⁠(d) via Top-of-the-World⁠(d), ia o rută alternativă (27,8 km) între capetele Magma Arizona Railroad⁠(d) și Calea Ferată a Arizonei de Est⁠(d) de fiecare parte a acestui spațiu. Acest drum se află mult la nord de Achiziția Gadsden. Date fiind altitudinile acestor trei puncte, ar fi fost nevoie cel puțin de o rampă de 3%.

## Populația
Sunland Park⁠(en)[traduceți] (cu o populație de 13.309 de locuitori în 2000), suburbie a orașului El Paso, Texas, din comitatul Doña Ana, New Mexico, este cea mai mare comunitate din teritoriul statului New Mexico obținut prin Achiziția Gadsden. Lordsburg, New Mexico (3.379 de locuitori în 2000), reședința comitatului Hidalgo, se afla în zona disputată înaintea Achiziției Gadsden, iar Deming, New Mexico, reședința comitatului Luna, se afla la nord de frontierele revendicate atât de Mexic, cât și de Statele Unite înaintea Achiziției Gadsden, deși linia compromisului Bartlett–Conde propus în 1851 l-ar fi lăsat în Mexic.
Limitele a mare parte din comitatele Arizonei nu urmează limita nordică a Achiziției Gadsden, dar șase comitate din Arizona au majoritatea populației în teritoriu achiziționat cu acea ocazie. Patru dintre acestea cuprind și zone de la nord de Achiziția Gadsden, dar ele au densități reduse ale populației, cu excepția nord-estului comitatului Pinal, incluzând orașele Apache Junction⁠(d) și Florence. Comitatul Maricopase întinde și el către sud în zona Achiziției Gadsden, dar această zonă este și ea rarefiat populată. Tucson este cel mai mare oraș din teritoriul Achiziției Gadsden.
| Comitat    | Reședință | Populație | Suprafață (mi²) |
| ---------- | --------- | --------- | --------------- |
| Cochise    | Bisbee    | 131.346   | 6219            |
| Graham     | Safford   | 37.220    | 4641            |
| Pima       | Tucson    | 980.263   | 9189            |
| Pinal      | Florence  | 375.770   | 5374            |
| Santa Cruz | Nogales   | 47.420    | 1238            |
| Yuma       | Yuma      | 195.751   | 5519            |
|            | Total     | 1.767.770 | 32.180          |

Cel mai nordic punct al Achiziției Gadsden, și cel mai nordic punct al frontierei americano-mexicane din perioada 1848–53, se află aproximativ la 33°23′30″N 112°23′0″V / 33.39167°N 112.38333°V în orașul Goodyear⁠(d), la circa 48 km sud-vest de Phoenix.